# Борщёвский Троицкий мужской монастырь
Борщёвский во имя Святой Троицы мужской монастырь находился в селе Борщёво Коротоякского уезда Воронежской губернии (ныне Хохольский район Воронежской области), на правом берегу Дона, в 35 вёрстах от города Воронежа.

## История
Из описания Борщёвского монастыря, сделанного в 1629 году. (Воронежские Епархиальные ведомости 1871 год номер 7). Постройки обители: Две деревянные церкви. Первая во имя Троицы Живоначальной с приделами Преподобных Зосимы и Савватия и мученицы Параскевы (Пятницы). Вторая во имя Николая Чудотворца. (Около 1755 года обе церкви сгорели и на их месте была выстроена одна, в 1756 году, во имя Святой Троицы с приделом Введения в храм Богородицы).

## Список проживавших на территории монастыря
Игумен монастыря Семион и пять келий с иноками. Имелся список проживающих в кельях, а именно: келарь старец Антоний, казначей старец Феофил, чёрный поп Моисей, чёрный поп Аврамей, старцы Иона, Кирила, Иосиф, Левонтей, Деонисей, Христофор, Савотей, Никифор, Левонтей, Тихон и Логин. Всего на 1629 год в монастыре проживало 16 человек. Из них один игумен, один келарь, один казначей, черных попов двое и иных старцев 11.

## Территория и монастырские владения
К вотчине обители относилась монастырская слободка, в которой имелся гостиный двор с тремя дворниками, четверо монастырских служек в двух дворах, четыре сторожа, также в двух дворах и 8 работников в двух дворах. Крестьян 48 человек в 12 дворах, бобылей 62 человека в 18 дворах, пустых дворов 11, от переселившихся 38 человек в 1628 году. Всего дворов 47. Из числа проживающих (126 человека), дворников 3, конюхов 3, Монастырских служек 4, сторожей 4, работников 8, крестьян 42, бобылей 62. Земли во владении монастыря. По обе стороны Дона, худой земли 150 четвертей и доброй 400 четвертей. Сена у реки Голышевка 500 копен и рек Оленка и Борщевка 200 копен. Всего земли 950 четвертей и 700 копен сена. Грамотой царя Алексея Михайловича от 13 августа 1658 года определены границы монастыря, на семь верст, вверх и вниз по реке Дон, с рыбными ловлями. Монастырские земли неоднократно в течение продолжительного времени оспаривались и незаконно использовались местными помещиками, боярами и боярскими детьми, Костенскими драгунами и прочими чиновниками, но в итоге вся земля была возвращена во владение монастырю, (грамотою царя Алексея Михайловича, поручено воеводе Михаилу Сырубову, размежевать и присматривать за границами владений). В подобной ситуации, в 1682 году, пришлось принимать участие и царям Ивану и Петру Алексеевичам. И наконец в 1694 году было подтверждены грамотой, уточненные границы монастырских владений, выписана межевая книга.

## Храмы монастыря
Троицкая Церковь в монастыре освящена Воронежским епископом Феофилактом 30 мая 1756 г.

## Содержание монастыря
Вкладчиками и пострижниками по большей части были донские атаманы, (ходатайствовавшие перед царями за обитель, к примеру Епифан Радилов, Наум Васильев, Корней Яковлев, Фрол Минаев) и простые казаки. 9 февраля 1686 года, Борщевский монастырь приписан к Воронежскому Архиерейскому дому. Монастырь продолжал принимать казаков, для пострига.

## Знаменитости посетившие монастырь
Несколько раз здесь бывал Святитель Митрофан Воронежский.

## Закрытие монастыря
В 1764 г. обитель была упразднена в ходе секуляризационной реформы, Троицкий храм стал приходским.

## В настоящее время
К настоящему времени постройки монастыря не сохранились.

## Настоятели монастыря
Игумен Симеон — 1615—1657 годы.
Строитель Дионисий — 1657—1663.
Игумен Филарет — 1663—1680.
Игумен Корнилий с 1680.